# Mastektomija
Mastektomíja pomeni operacijsko odstranitev ene ali obeh dojk. Običajno se izvede pri zdravljenju raka dojke, v nekaterih primerih se pa lahko izvede tudi preventivno, in sicer pri ženskah z visokim tveganjem za pojav raka dojke v prihodnosti. Mastektomija se načeloma nanaša na odstranitev celotne dojke, za odstranitev le dela dojke pa se v sodobni kirurgiji uporablja zlasti izraz »široki izrez tumorja v zdravo« (angl. wide local excision).
Odločitev, ali je potrebna mastektomija, odvisi od različnih dejavnikov, kot so velikost dojke, število rakavih lezij, agresivnost raka, možnost adjuvantnega obsevanja in tudi bolničina želja. Primerjava izidov zdravljenja z mastektomijo ali ohranitveno operacijo, ki ji sledi obsevalno zdravljenje, kaže, da rutinska radikalna mastektomija vedno ne prepreči učinkoviteje kasnejših sekundarnih tumorjev, ki so posledica mikrozasevkov. V večini primerov ni bistvene razlike med pristopoma glede preživetja in ponovitve bolezni.

## Zgodovina
Radikalno mastektomijo (odstranitev celotne dojke skupaj z obema prsnima mišicama in področnimi pazdušnimi bezgavkami) je kot učinkovit ukrep za zdravljenje raka dojke pred več kot 100 leti opisal ameriški kirurg William Halsted. To je pomenilo začetek sodobnega kirurškega zdravljenja raka dojke. Rezultati so bili v primerjavi s takrat uporabljanimi metodami tako prepričljivi, da je radikalna mastektomija postala edini način kirurškega zdravljenja raka dojk še več desetletij. Preizkušali so tudi še obsežnejše operacije (t. i. razširjeno radikalno mastektomijo) z odstranitvijo bezgavk ob prsnici, kamor tudi vodijo limfni vodi iz dojke, vendar se preživetje bolnic ni izboljšalo. Sčasoma se je pričel uveljavljati drugačen pogled na raka dojk, in sicer so poskušali enako preživetje bolnic doseči z manj obsežnimi posegi in tako je zlati standard postala t. i. modificirana radikalna mastektomija (MRM), pri kateri odstranijo dojko skupaj s pazdušnimi bezgavkami, ohranijo pa obe prsni mišici. Danes velja za standardno obliko zdravljenja raka dojke ohranitveno (konzervativno) kirurško zdravljenje, kombinirano z obsevanjem, vendar pa mastektomija v številnih primerih zaradi velikosti tumorja ostaja neizbežna.

## Vrste mastektomij
Poznamo več tipov mastektomij:
- radikalna mastektomija – obširna operacija, pri kateri poleg dojke in pazdušnih bezgavk odstranijo še veliko prsno mišico. Dandanes se opravlja redko, in sicer le takrat, ko se tumor vrašča v prsno mišico;[8]
- modificirana radikalna mastektomija − odstranitev dojke s kožo in prsno bradavico, hkrati pa še spodnjega in srednjega nivojo pazdušnih bezgavk. Če se med operacijo ugotovi, da so zasevki tudi v zgornjem nivoju, se odstrani še ta. Po tej operaciji je prsni koš na operirani strani raven, brazgotina pa je nekoliko daljša kot pri enostavni mastektomiji;[8]
- enostavna mastektomija – kirurg odstrani žlezno-maščobno tkivo dojke, z ovojnico velike prsne mišice ali brez nje, ter večino kože s kolobarjem in prsna bradavico;[3]
- mastektomija z ohranitvijo kože (ang. skin sparing mastectomy) – mastektomija, pri kateri še vedno odstranijo žlezno-maščobno tkivo s kolobarjem in bradavico;[3]
- mastektomijo z ohranitvijo kolobarja in bradavice (ang. nipple sparing mastectomy) – odstranijo samo žlezno-maščobno tkivo dojke ter  ohranimo kožo dojke s kolobarjem in bradavico.[3]

## Indikacije

### Rak dojke
Kljub čedalje večjim možnostim za ohranitvene operacije dojk pri raku dojk je v nekaterih primerih lahko mastektomija boljša ali edina možnost kirurškega zdravljenja. Indikacije za mastektomijo so naslednji primeri raka dojk:
- neugodno razmerje med velikostjo tumorja in velikostjo dojke,
- multicentričnost bolezni (prisotnost več tumorjev v različnih delih dojke),[10]
- vnetni rak dojk po predoperativnem sistemskem zdravljenju,
- nosečnost v prvem trimesečju,
- če so prisotne kontraindikacije za pooperativno obsevanje,
- razsejan rak dojke (v nekaterih primerih).

Dodatno je mastektomija indicirana pri ženskah, ki nimajo raka dojke, vendar je pri njih tveganje za pojav te bolezni v prihodnosti visoko zaradi prisotnosti mutacij v genu BRCA1 ali BRCA2. V teh primerih gre za t. i. preventivno mastektomijo.

### Drugo
Mastektomija se uporablja tudi na drugih področjih, poleg zdravljenja ali preprečevanja raka dojk. Lahko gre za kozmetični poseg, na primer pri moških z ginekomastijo, vendar v tem primeru obstajajo tudi manj invazivni kirurški pristopi. Mastektomija je lahko indicirana tudi pri transspolnih moških, kot poseg za kirurško potrditev spola.

## Rekonstrukcija dojk
Rekonstrukcija dojke po mastektomiji je danes pomemben del zdravljenja raka dojk in jo je možno in upravičeno opraviti pri večini bolnic. Cilji rekonstrukcije so povrnitev estetske celovitosti in integritete telesa, izboljšanje psihofizičnega stanja ženske ter povečanje kakovosti življenja po zdravljenju raka dojk. Rekonstrukcija dojke lahko sledi neposredno njeni odstranitvi (takojšnja ali primarna rekonstrukcija) ali pa se opravi po končanem onkološkem zdravljenju (odložena ali sekundarna rekonstrukcija). Odstanjeno tkivo dojke se lahko nadomesti z lastnim tkivom (avtologna rekonstrukcija; tkivo se pridobi iz trebuha, stegen, hrbta ali zadnjice), z vsadkom ali kombinacijo obeh.